# Microglyphonyx
Microglyphonyx là một chi bọ cánh cứng trong họ 
Elateridae.
Chi này được miêu tả khoa học năm 1897 bởi Champion.

## Các loài
- Microglyphonyx coarctatus (Champion, 1897)